# Glándula exocrina
Las glándulas exocrinas son un conjunto de glándulas que se distribuyen por todo el organismo, formando parte de distintos órganos y aparatos que producen diferentes sustancias no hormonales que realizan una función específica, como las enzimas. Las glándulas exocrinas también se llaman glándulas de secreción externa.
Las glándulas exocrinas secretan productos químicos a través de conductos o tubos que llevan las secreciones a una cavidad corporal, a la luz de un órgano o a la superficie corporal. Por oposición, las glándulas endocrinas llevan su producto hacia el líquido intersticial circundante, no hacia conductos.
En algunas glándulas exocrinas se puede distinguir una parte secretora local y una parte excretora que vehiculiza otra sustancia (una hormona) a distancia a un lugar determinado. Estas son llamadas glándulas anficrinas, por ejemplo el páncreas y el hígado.
Ciertos tejidos no glandulares, como el tejido nervioso del sistema nervioso autónomo, producen sustancias parecidas a las hormonas.
El sistema exocrino es el conjunto de glándulas exocrinas que están distribuidas por todo el cuerpo y que, generalmente, no tienen conexión ni función en común entre ellas.

## Clasificación
La clasificación funcional de las glándulas exocrinas se basa en la forma en la que se liberan sus secreciones:
- Glándulas merócrinas: Se sintetiza su material en los ribosomas adheridos al retículo endoplásmico. Su secreción se libera por exocitosis en vesículas secretoras. Casi todas las glándulas del cuerpo son merócrinas, como las salivales o las del páncreas.
- Glándulas apócrinas: Acumulan la secreción en la parte apical de la célula para posteriormente liberarlo desprendiendo esta parte.
- Glándulas holócrinas: Acumulan el producto en el citosol. Cuando estas maduran, se rompen, liberando el contenido de secreción acumulado.

## Histología

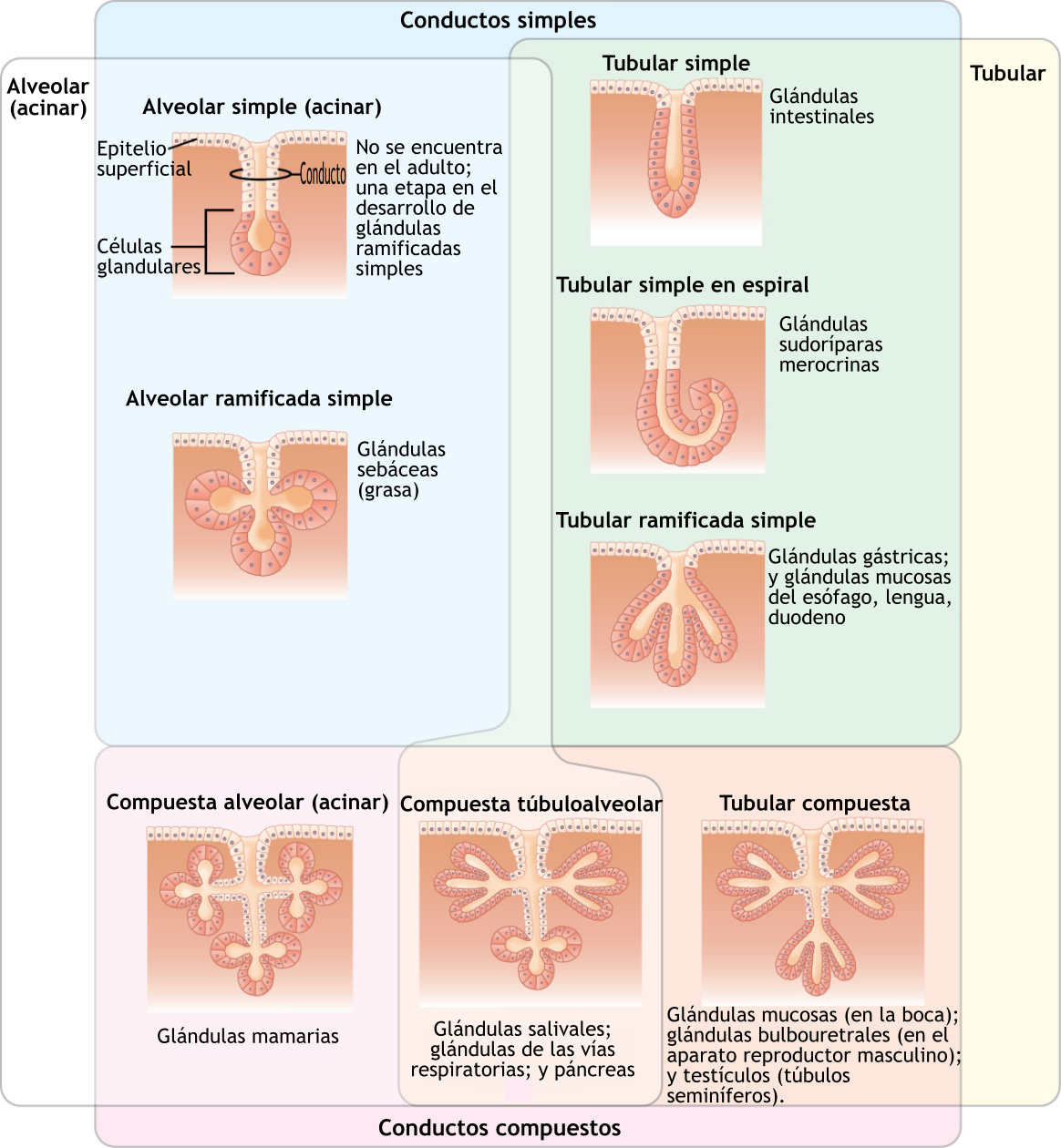
Tipos de glándulas

Las glándulas exocrinas multicelulares mayores presentan ciertas características comunes en todas ellas. Están rodeadas por una capa de tejido conectivo que constituye la cápsula y están divididas en lóbulos por tabiques o septos conjuntivos que se introducen en la glándula a partir de la cápsula.
Los lóbulos a su vez se dividen por delgados tabiques en unidades menores: los lobulillos y todavía en estructuras menores ya no visibles macroscópicamente: los lobulillos microscópicos, en los que el tejido colágeno penetra parcialmente. Los vasos y nervios acompañan en su distribución al tejido conjuntivo. 
El producto de secreción se elabora en los ácinos y luego se excreta por conductos intercalares, que se van uniendo para formar conductos cada vez de mayor calibre llamados intralobulillares, después interlobulillares, lobulares y por último forman un conducto principal que desemboca en el exterior o en una cavidad. Estas ramificaciones adoptan la forma como las ramas de un árbol.

## Regulación de la secreción exocrina
- Sistema nervioso autónomo: es la parte del sistema nervioso que controla y regula los órganos internos del cuerpo como el corazón, el estómago y los intestinos, sin necesidad de realizar un esfuerzo consciente por parte del organismo.
- Sistema endocrino: estimulación glandular por medio de receptores hormonales.
- Estimulación mixta: tanto por el sistema nervioso periférico, como por medio de hormonas.[cita requerida]

## Tipos de glándulas exocrinas
- Glándula sudorípara
- Glándula sebácea
- Glándula lagrimal
- Hígado
- Próstata
- Glándula salival
- Glándula mamaria
- Glándulas bulbouretrales
- Glándulas de Bartolino